# تایوالکسکی
تایْوالْکُسْکی (به فنلاندی: Taivalkoski) یک منطقهٔ مسکونی در فنلاند است که در اوستروبوتنیای شمالی واقع شده‌است.